# Великий Багама
Великий Багама — один з найпівнічніших Багам та найближчий крупний острів до США, розташований за 90 км (55 милях) від узбережжя штату Флорида.

## Історія
Перші відомі жителі острова — індіанці племені сібоні, мисливці та збирачі кам'яної доби, від яких мало що залишилось, окрім таких артефактів, як декоративні мушлі чи ювелірні прикраси. Цей примітивний народ поступився місцем аравакам таїно з Південної Америки, які, пересуваючись у видовбаних каное, з часом колонізували більшу частину Карибського моря. Вважається, що громади араваків [Архівовано 1 квітня 2022 у Wayback Machine.] на острові Великий Багама, які набули відомості під назвою лукайяни (збереглась у назві популярного туристичного містечка Порт Лукайя) були розвинутими й гарно організованими соціально-політичними структурами, причому, за оцінками, під час прибуття іспанських конкістадорів 1492 року на Великому Багамі їх налічувалось близько 4 тисяч. Це, а також подальші претензії на острів Іспанії невдовзі після цього, з часом призвело до повного зникнення племені лукаянів на Великому Багамі, які або вимерли через поширення європейських хвороб, або з причини геноциду з боку європейців, або були взяті у полон для перетворення на рабів (зазвичай для роботи на золотих копальнях на більших карибських островах Еспаньйола або Куба чи для роботи ловцями перлин на Тринідаді). Лукайяни зникли так швидко, що, можливо, саме тому про них мало що відомо, окрім здогадок про їхню культуру. Однак, у таких місцях, як Національний парк лукайянів (англ. Lucayan National Park) і Риф Мерця (англ. Dead Man's Reef) були виявлені численні артефакти, серед яких кістки тварин, глиняні черепки, намиста з мушель та доказів наявності складних поховальних обрядів.
Іспанці назвали острів ісп. Gran Bajamar, що означає «Велика мілина», звідси й пішла загальна назва Багамських Островів. Існування Великого Багами упродовж майже двох століть визначалось природою цієї «великої мілини» — коралові рифи навколо острова були підступними й відлякували своїх іспанських господарів (які, в основному, дали острову спокій, не враховуючи нечасті транзитні заходи суден для поповнення запасів води), у той самий час приваблюючи піратів, які заманювали судна на рифи, де вони сідали на мілину та розграбовувались. Після навернення в рабство корінних жителів лукаянів іспанці проявляли мало цікавості до острова, й у 1670 році острови перейшли до Англії. Піратство продовжувало процвітати ще як мінімум упродовж півстоліття, хоч із часом ця проблема була розв'язана. На Великому Багамі все було відносно тихо до середини XIX століття. Тоді у його адміністративному центрі — Вест-Енді (англ. West End) налічувалось тільки близько 200–400 постійних жителів.
1834 року, після скасування рабства у Британській імперії, колишніми багамськими рабами було засновано містечка Піндерс-Пойнт, Рассел-Таун та Вільямс-Таун. Острів все ще залишався слабо розвинутим аж до короткочасного пожвавлення економічного життя під час Громадянської війни у США, коли він став центром контрабандистів, які провозили в порушення блокади товари (в основному зброю, цукор і бавовну) до Конфедерації. Другий короткий період пожвавлення контрабанди спостерігався за часів сухого закону в США.
До середини XX століття населення Великого Багами налічувало близько 500 чоловік і острів був одним з найменш розвинутих серед Багамських. Однак урешті-решт у острова з'явився стабільне джерело прибутку, коли 1955 року дехто фінансист з Вірджинії на ім'я Воллес Гроувз домовився з урядом Багамських Островів про будівництво міста Фріпорт. Спостерігаючи за процвітанням Куби як місця відпочинку заможних американців, Гроувз вирішив аналогічним чином облаштувати Великий Багаму. Місто швидко зростало, Гроувз невдовзі після заснування міста збудував гавань і туристичний центр Порт-Лукайя 1962 року.

## Економіка острова
Фріпорт став другим за кількістю населення містом Багамських Островів (понад 50 тис. жителів у 2004 році), а приваблювані ним туристи є базою економіки острова. Туристичну галузь Великого Багами доповнює нафтовий термінал, що належить урядові Венесуели та перевалочний порт, що належить гонконгському консорціуму «Гатчісон Вампу» (Hutchison Whampoa).
Вест-Енд, який до Фріпорта був адміністративним центром Великого Багами, є найстарішим містом та найзахіднішим населеним пунктом острова. Маклінс-Таун (McLeans Town) — найсхідніший населений пункт. До нього 30 хвилин дороги поромом від найпівнічнішого населеного пункту острова Абако.

## Пам'ятки
- Національний парк лукайянів
- Меморіальний природний центр Ранд (найбільший у світі штучно створений кораловий риф з підводною обсерваторією)
- Сад Струмків
- Музей Великого Багами.

1. ↑  GeoNames — 2005.